# Diplodon dunkerianus
Diplodon dunkerianus é uma espécie de bivalve da família Hyriidae.

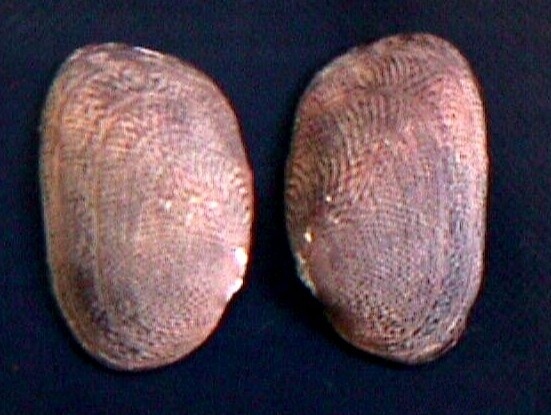
Uma espécie do gênero Diplodon.

É endémica do Brasil.